# AS-203
AS-203 foi o segundo voo de teste não tripulado do Saturno IB para o Programa Apollo da NASA. Lançado a partir do Cabo Kennedy em 25 de agosto de 1966.

## Objetivos
A finalidade principal do voo AS-203 era investigar os efeitos do combustível no tanque do S-IVB. A razão era que o S-IVB podia ser usado pelos astronautas da Apollo para impulsioná-los da órbita da Terra à Lua. Os engenheiros queriam observar como o hidrogênio líquido se comportaria no tanque em caso de vibração violenta. O tanque do S-IVB foi equipado com 88 sensores e duas câmeras para gravar as reações do combustível.
Como foi um voo para a engenharia, não foi necessário carregar o Módulo de Comando e Serviço (CSM). Este foi também o primeiro voo de um novo tipo de Unidade de Instrumentos (Instrument Unit) que controlaram os foguetes Saturno durante os lançamentos.

## Preparação
Na primavera de 1966 ficou decidido que o lançamento AS-203 seria antes do AS-202, já que o CSM que deveria voar no AS-202 estava atrasado.
O estágio S-IVB chegou ao Cabo Kennedy em 6 de abril de 1966, o primeiro estágio S-IB chegou seis dias depois e a Unidade de Instrumento chegou dois dias depois dele. Em 19 de abril os técnicos começaram a erguer a estrutura na plataforma 37B. Testando todas as falhas que ocorreram no AS-201. O problema ocorreu quando houve rachadura na solda das junções do circuito impresso de bordo, necessitando de mais de 8000 reparos.
Em junho de 1966 viam-se três foguetes Saturno dispostos lado a lado, em várias plataformas no Cabo Canaveral. Na plataforma 39A estava um modelo de tamanho natural do Saturno V, na plataforma 34 estava o AS-202 e na 37B estava o AS-203.

## Voo

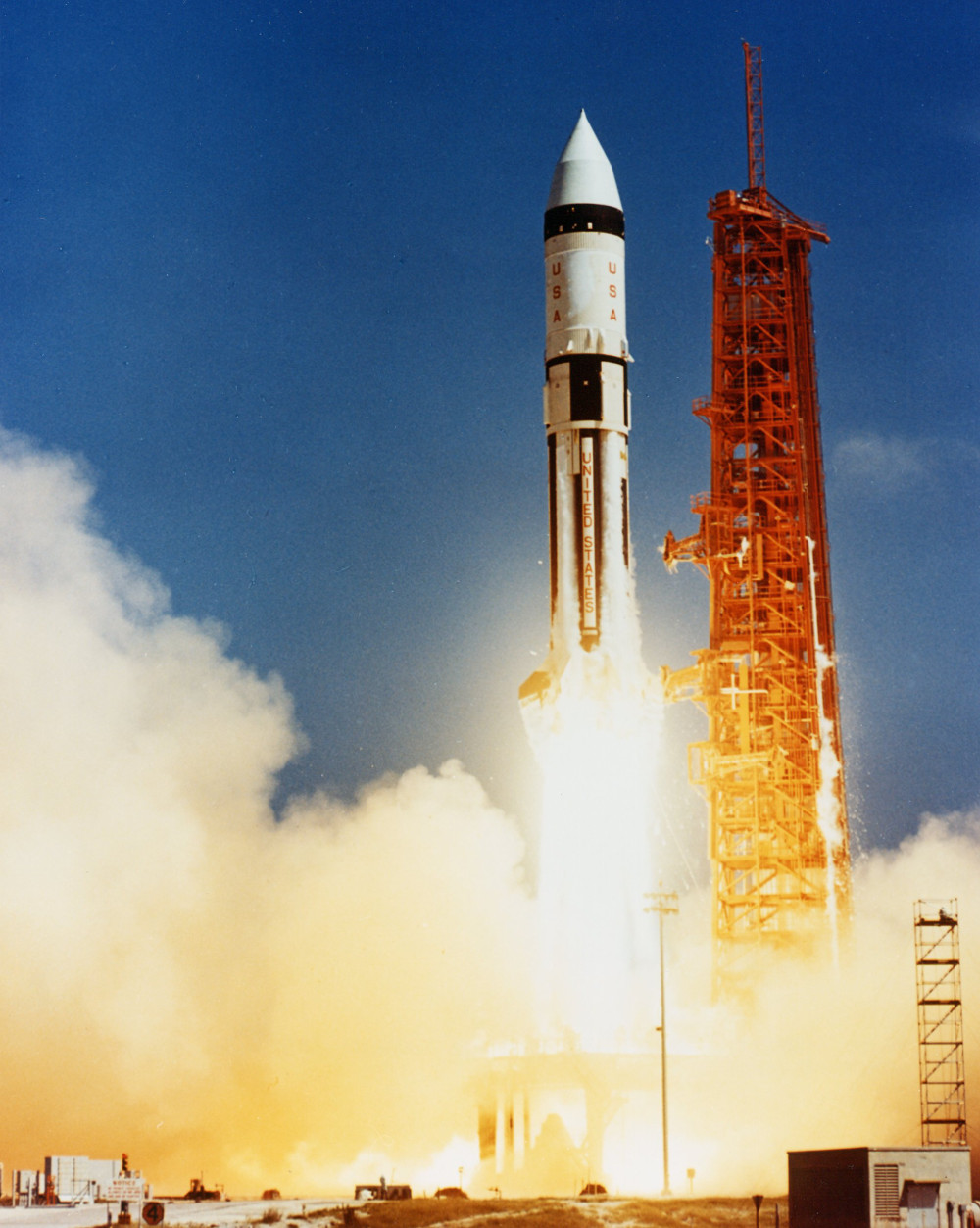
Descrição correta

O foguete foi lançado na primeira tentativa em 5 de julho. O S-IVB e a Unidade de Instrumentos foram inseridos em uma órbita circular a 188 km. Verificou-se que o estágio podia reiniciar e o combustível se comportou como previsto. Após ser observado por quatro órbitas, o estágio foi pressurizado para testar quanta pressão poderia resistir. O teste excedeu a capacidade estrutural do estágio que se fragmentou.
Apesar da perda do estágio, a missão foi classificada como um sucesso e todos os objetivos da missão foram concluídos. Em setembro de 1966, a Douglas Aircraft Company, que construiu o S-IVB, declarou que o estágio era operacional e estava pronto para enviar homens à Lua.